# Tungulfjall
De Tungulfjall is een berg die ligt op het eiland Streymoy, Faeröer. De berg heeft een hoogte van 532 meter.